# Serixia albofemorata
Serixia albofemorata là một loài bọ cánh cứng trong họ Cerambycidae.